# U-Tsang
U-Tsang of Tsang-U is een van de drie traditionele provincies van Tibet, de anderen zijn Amdo en Kham. U-Tsang werd gevormd door de samenvoeging van U, Tsang en Ngari. U-Tsang omvat het centrale en westelijk gedeelte van Tibet, inclusief het Brahmaputra-keerpunt, de districten om en voorbij Kailash en grote delen van het Changthang-plateau in het noorden. De Himalaya is de zuidelijke grens. De huidige Tibetaanse Autonome Regio is ongeveer de historische provincie U-Tsang met het westelijke deel van Kham.
U-Tsang is ontstaan toen de vijfde dalai lama Ngawang Lobsang Gyatso, die de macht over U-provincie had, het gebied van de Tsang-provincie, die door de Köhn-familie van de sakya trizin werd bestuurd, inlijfde. Later is de Ngari-provincie ook aan het gebied toegevoegd.
U-Tsang is lange tijd het belangrijkste gedeelte van Tibet geweest. Verschillende dalai lama's en regenten hebben de U-Tsang provincie lange tijd geregeerd vanuit de hoofdstad Lhasa. Het Tibetaans dialect dat in Lhasa werd gesproken is ook de lingua franca voor geheel Tibet geworden.